# Mycetophila ocellus
Mycetophila ocellus är en tvåvingeart som beskrevs av Walker 1848. Mycetophila ocellus ingår i släktet Mycetophila och familjen svampmyggor. Arten är reproducerande i Sverige. Inga underarter finns listade i Catalogue of Life.